# Секст Помпоній
Секст Помпоній (*Sextus Pomponius, II ст. н. е. ) — відомий правник та викладач Римської імперії.

## Життєпис
Про місце та дату народження немає жодних відомостей. Також замало інформації стосовно особистого життя Помпонія.
Він належить до найбільш літературно плідних римських правознавців. Його творчість характеризується енциклопедичною ерудицією, яка найяскравіше проявляється в Ad edictum, коментарі до преторського едикту, що нараховує понад 150 книг, і в коментарях до робіт своїх попередників у галузі права (до Квінта Муція в 39 книгах і до Сабіна в 35 книгах). Ad edictum — це найбільший у римській правовій літературі коментар до едикту. Тільки в першій половині III ст. н. е. його перевершили коментарі Ульпіана і Павла.
Коментар Помопнія відомий нам тільки завдяки цитатам, що зустрічаються в інших правознавців. До Квінта Муція і До Сабіна, з формальної точки зору, є коментарями до праць Квінта Муція Сцевола і Масурія Сабіна. Фактично ж це закінчена система цивільного права.
Іншу групу творів Помопнія складають праці казуїстичного характеру: Variae lectiones у 41 книзі і Послання в 20 книгах, що являють собою збірки письмових відповідей на різні правові питання.
З малих робіт Помопнія в Корпусі цивільного права цитуються монографія «Про словесні зобов'язання» (De stipulationibus), щонайменше у 8 книгах, «Про неформальні зауваження» (De fideicommissis) в 5 книгах і «Про рішення сенату» (De senatus consultis) в 5 книгах, а також «До Плавція» в 7 книгах.
Особливої уваги заслуговує «Enchiridium» (підручник, посібник) Помпонія в 2 книгах, твір оглядового типу, від якого в Корпусі цивільного права зберігся історичний вступ, що розповідає про історичний розвиток джерел римського права, правову структуру й римську юриспруденції до Юліана.
Історичні інтереси Помопнія на тлі практично орієнтованої правової літератури, є винятковим явищем. Йому приписують «Збірку принципів права» (Liber singularis regularum), яка, на думку деяких учених, представляються пізнішими витягами з оригінальних праць Помопнія.